# Dračí štít
Der Dračí štít (wörtlich Drachenspitze; deutsch Déchyspitze, ungarisch Déchy-csúcs, polnisch Smoczy Szczyt) ist ein 2523 m n.m. hoher Berg im Bergmassiv der Vysoká (deutsch Tatraspitze). Er hat zwei Gipfel – den Hauptgipfel Veľký Dračí štít und den ein paar Meter tiefer gelegenen Malý Dračí štít. Von der Vysoká ist der Berg durch den Sattel Vyšné Dračie sedlo (2490 m n.m.) getrennt.
Der Berg erhielt seinen Namen nach örtlichen Sagen über einen Drachen, der in den Tatrabergen ansässig gewesen sein sollte. Die deutschen und ungarischen Namen leiten sich hingegen vom Namen des Bergsteigers Moritz von Déchy, einem der Mitbegründer des Ungarischen Karpathenvereins, ab.